# Bernoullia jaliscana
Bernoullia jaliscana är en malvaväxtart som beskrevs av Faustino Miranda och Mcvaugh. Bernoullia jaliscana ingår i släktet Bernoullia och familjen malvaväxter. Inga underarter finns listade i Catalogue of Life.